# Campionati italiani assoluti di scherma del 1995
I Campionati italiani assoluti di scherma del 1995 sono stati organizzati dalla Federazione Italiana Scherma e si sono svolti a Prato in Toscana.
Nel fioretto, si sono aggiudicati i titoli dei campionati italiani Alessandro Puccini, che ottiene il suo quarto titolo consecutivo, e Valentina Vezzali, per la terza volta campionessa di specialità dopo essersi aggiudicata le edizioni del 1992 e 1994.
Nella spada Andrea Di Russo ha vinto tra gli uomini, ottenendo il suo primo titolo, mentre tra le donne c'è stato il successo di Elisa Uga, alla sesta affermazione.
Nella sciabola Tonhi Terenzi ha vinto il suo terzo titolo nazionale maschile, dopo quelli del 1992 e 1994.
Nei campionati italiani a squadre maschili il Centro Sportivo Carabinieri ha trionfato sia nel fioretto che nella sciabola, mentre il Gruppo Sportivo Fiamme Oro ha vinto nella spada.
Nei campionati italiani a squadre femminili il Club Scherma Jesi ha vinto il suo quarto titolo nel fioretto, mentre la Scherma Pro Vercelli ha vinto il suo quarto titolo consecutivo nella spada.

## Podi

### Uomini
| Specialità  | Oro                                              | Argento                      | Bronzo            |
| Individuali |                                                  |                              |                   |
| Fioretto    | Alessandro Puccini                               | -                            | - Francesco Rossi |
| Spada       | Andrea Di Russo                                  | -                            | -                 |
| Sciabola    | Tonhi Terenzi                                    | -                            | -                 |
| A squadre   |                                                  |                              |                   |
| Fioretto    | Carabinieri Alessandro Puccini Salvatore Sanzo - | Fiamme Oro Francesco Rossi - | -                 |
| Spada       | Fiamme Oro Maurizio Randazzo -                   | -                            | -                 |
| Sciabola    | Carabinieri Giampiero Pastore -                  | -                            | -                 |

### Donne
| Specialità  | Oro                                   | Argento | Bronzo |
| Individuali |                                       |         |        |
| Fioretto    | Valentina Vezzali                     | -       | -      |
| Spada       | Elisa Uga                             | -       | -      |
| A squadre   |                                       |         |        |
| Fioretto    | Club Scherma Jesi Valentina Vezzali - | -       | -      |
| Spada       | Scherma Pro Vercelli Elisa Uga -      | -       | -      |